# Santuario Nuestra Señora del Rosario de Pompeya
El Santuario Nuestra Señora del Rosario de Nueva Pompeya es una parroquia católica y santuario mariano, situado en el barrio de Nueva Pompeya, en la zona sur de la Ciudad de Buenos Aires, Argentina. Es uno de los primeros templos neogóticos de ese país y uno de los pocos existentes en la Ciudad de Buenos Aires. 

La iglesia pertenece a la Vicaría Centro de la Arquidiócesis de Buenos Aires. La Orden de Frailes Menores Capuchinos está a cargo de la parroquia. Las celebraciones en honor a esta Virgen se realizan el 8 de mayo y los primeros domingos de octubre.

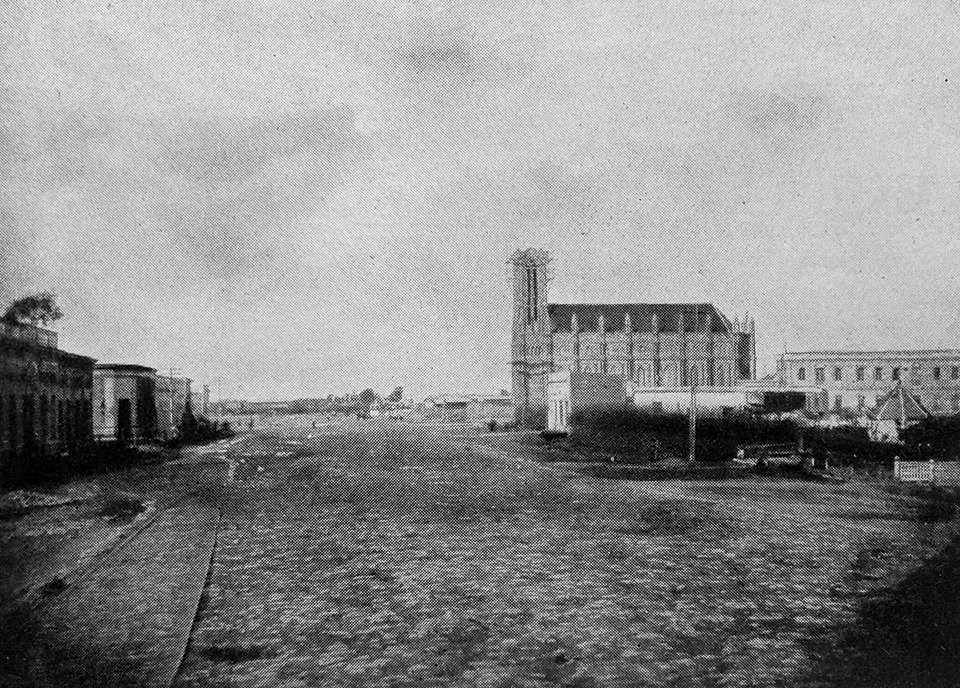
Construcción del Santuario a Principios del Siglo XX

El sacerdote italiano Darío Broggi (párroco de San Cristóbal) levantó en el "barrio de las ranas", una pequeña capilla, en 1895, a la que colocó bajo la advocación de la Virgen del Rosario de Pompeya. El 14 de mayo de 1896, el arzobispo de Buenos Aires, bendijo la piedra fundamental en un terreno, propiedad de las damas vicentinas. El templo de estilo neogótico sienés se inauguró el 29 de junio de 1900, aunque se finalizó años más tarde.
El edificio se caracteriza por su única torre de altura con reloj. Las naves del templo tienen vitrales que proceden de la casa Zeller de Munich, Alemania.
La consagración de este edificio como santuario se realizó en 2000, a cargo del entonces Arzobispo de Buenos Aires, Jorge Bergoglio. Es una de las iglesias más visitadas por la feligresía porteña.

## Galería de imágenes

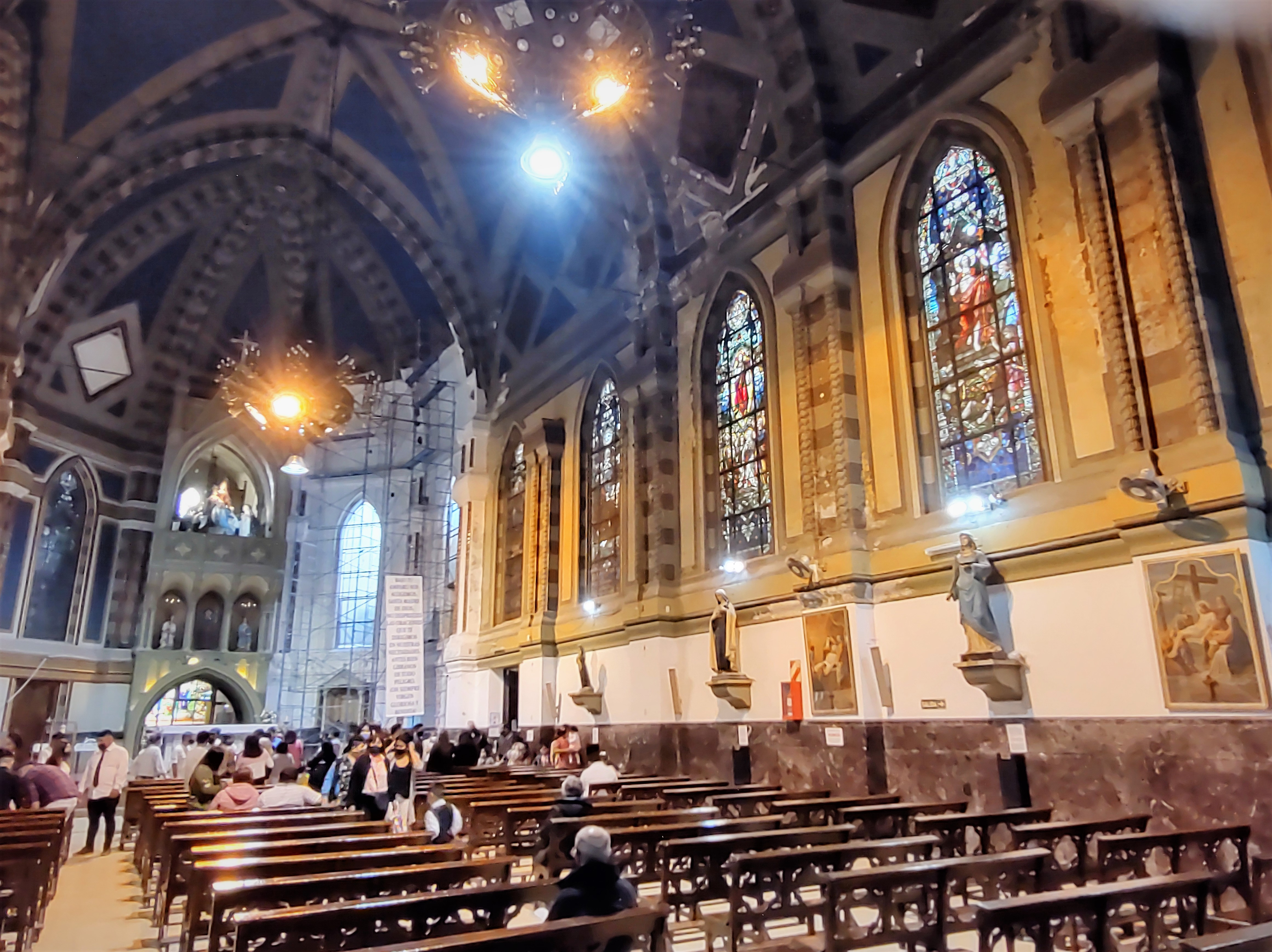
Interior
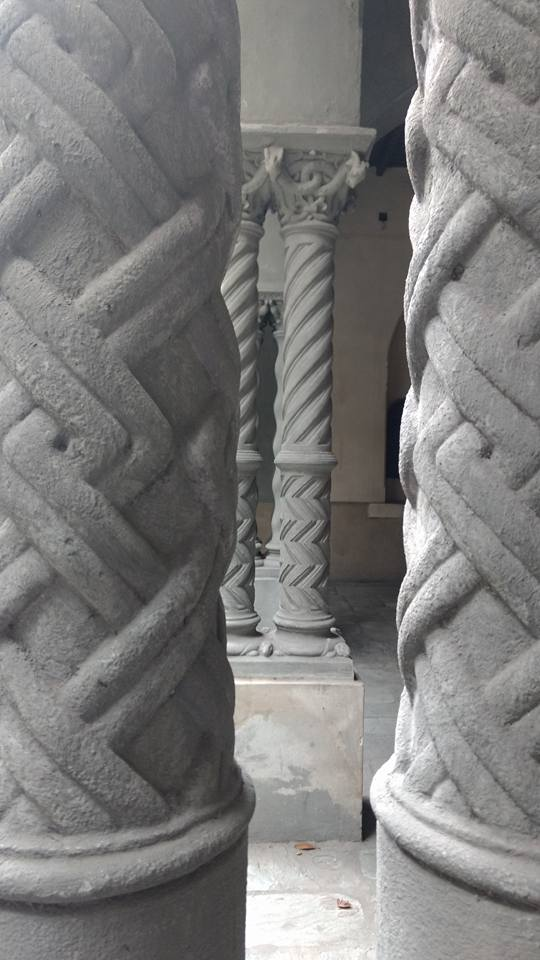
Columnas Internas del Patio Central.
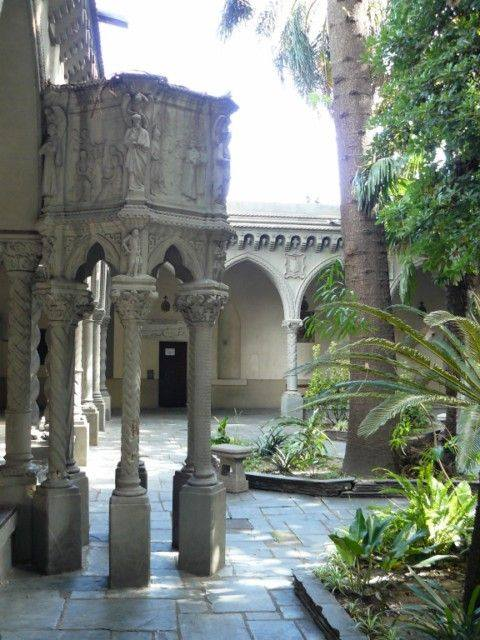
Patio Central del Santuario.
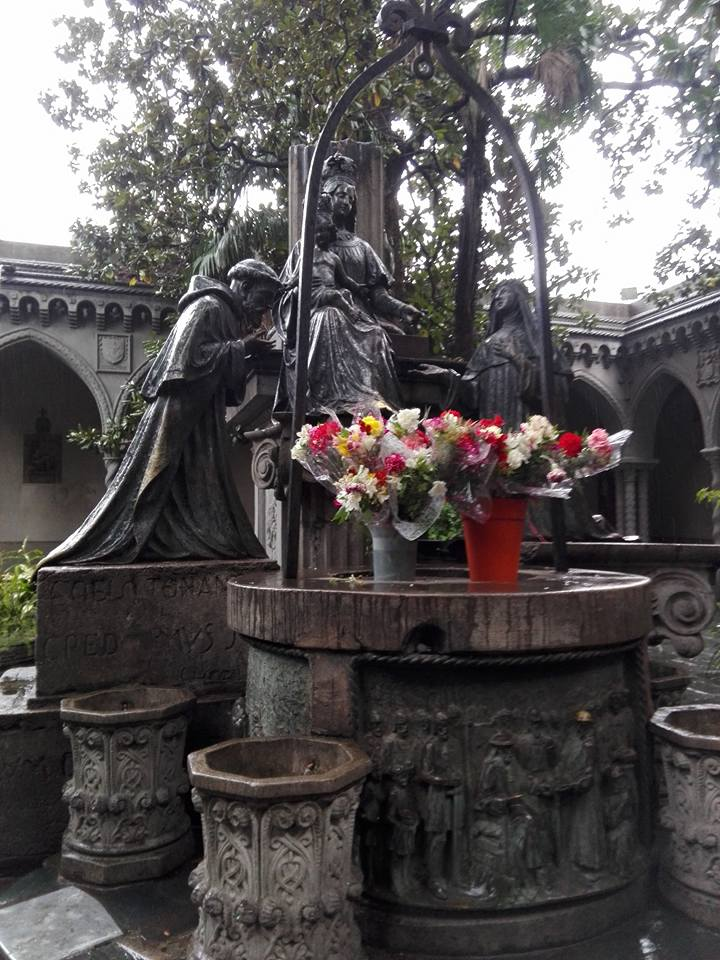
Monumento a la Virgen del Rosario de Pompeya, en sus costados, Santa Catalina y Santo Domingo en Patio Central
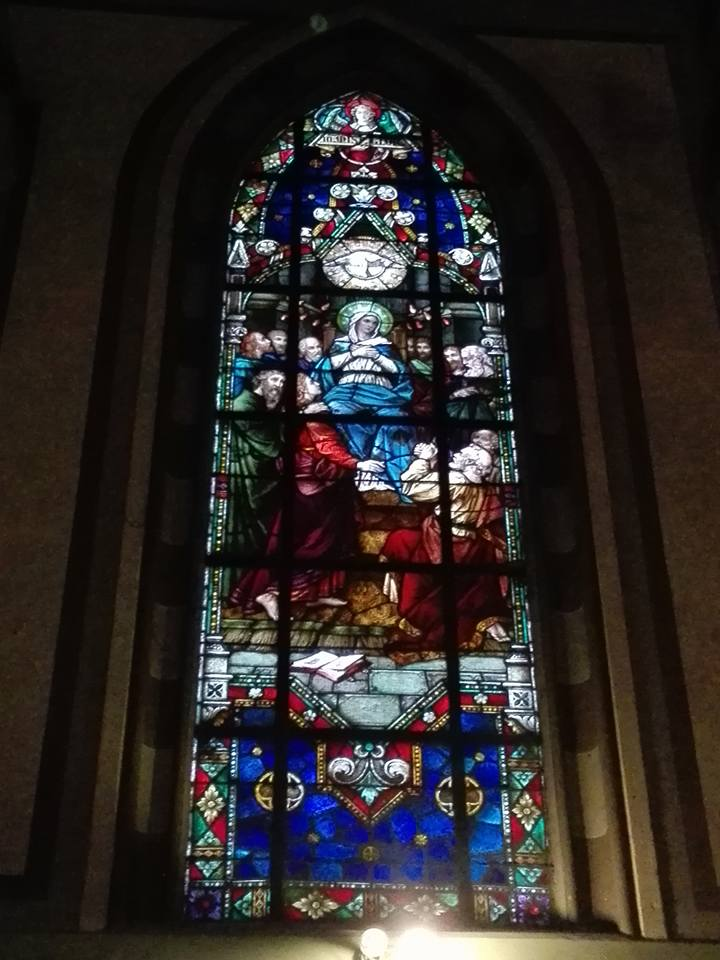
Vitral Interno del Santuario
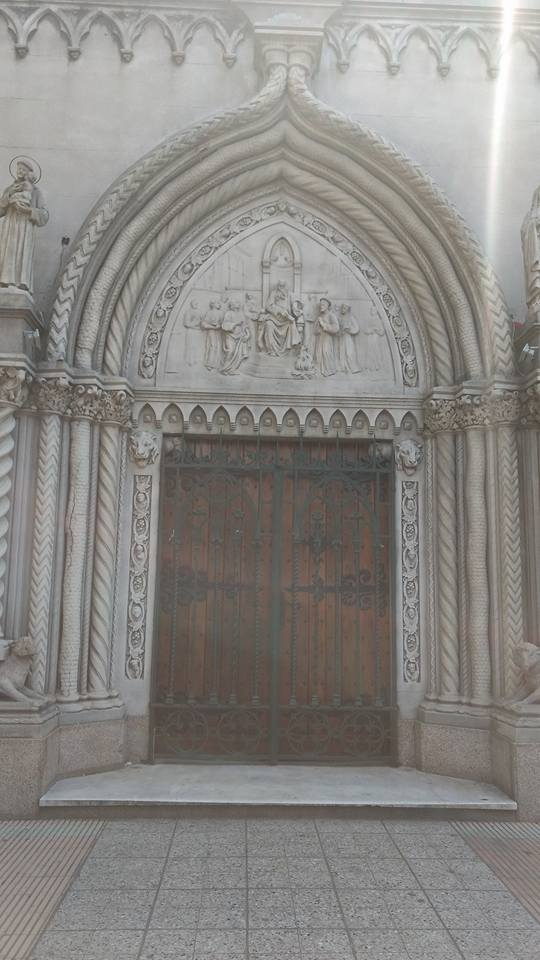
Portada con Arquivolta de Acceso al Patio Central del Santuario